# Queratosis actínica

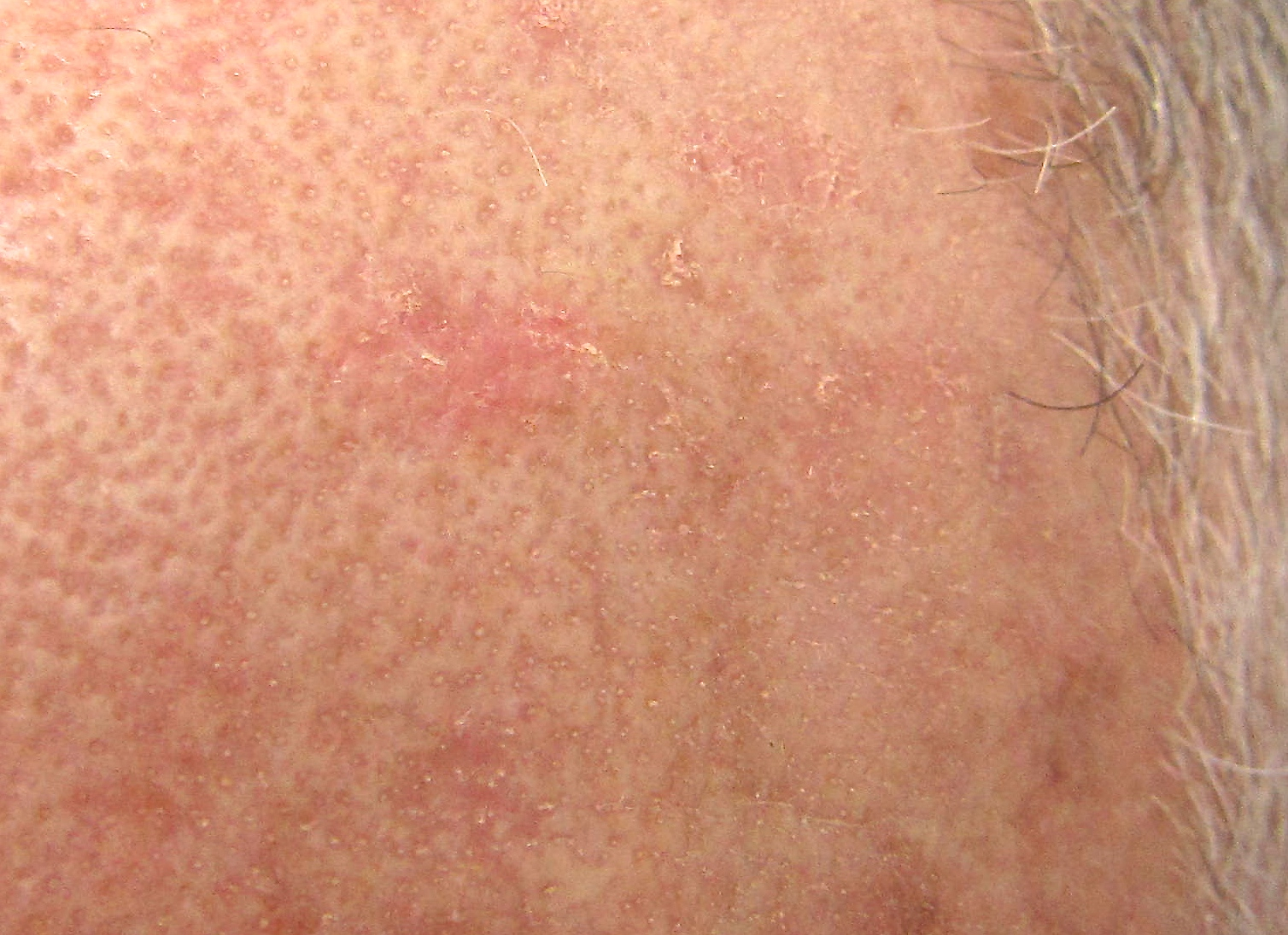
Vista cercana de la lesión mostrada antes arriba.

Queratosis actínica es una variedad de lesión premaligna. Consiste en un tumor epidérmico. Se observa como placa ligeramente eritematosa, en costra. En aproximadamente 20 % predispone a cáncer epidermoide, con lesiones pequeñas: inferiores a un centímetro. Por lo general ocurre en edad avanzada, con mayor frecuencia en áreas fotoexpuestas, como cara, cuello, "V" del escote. Esta patología se trata por el ≈20 % de riesgo cancerígeno mencionado.